# Amtsgericht Osnabrück

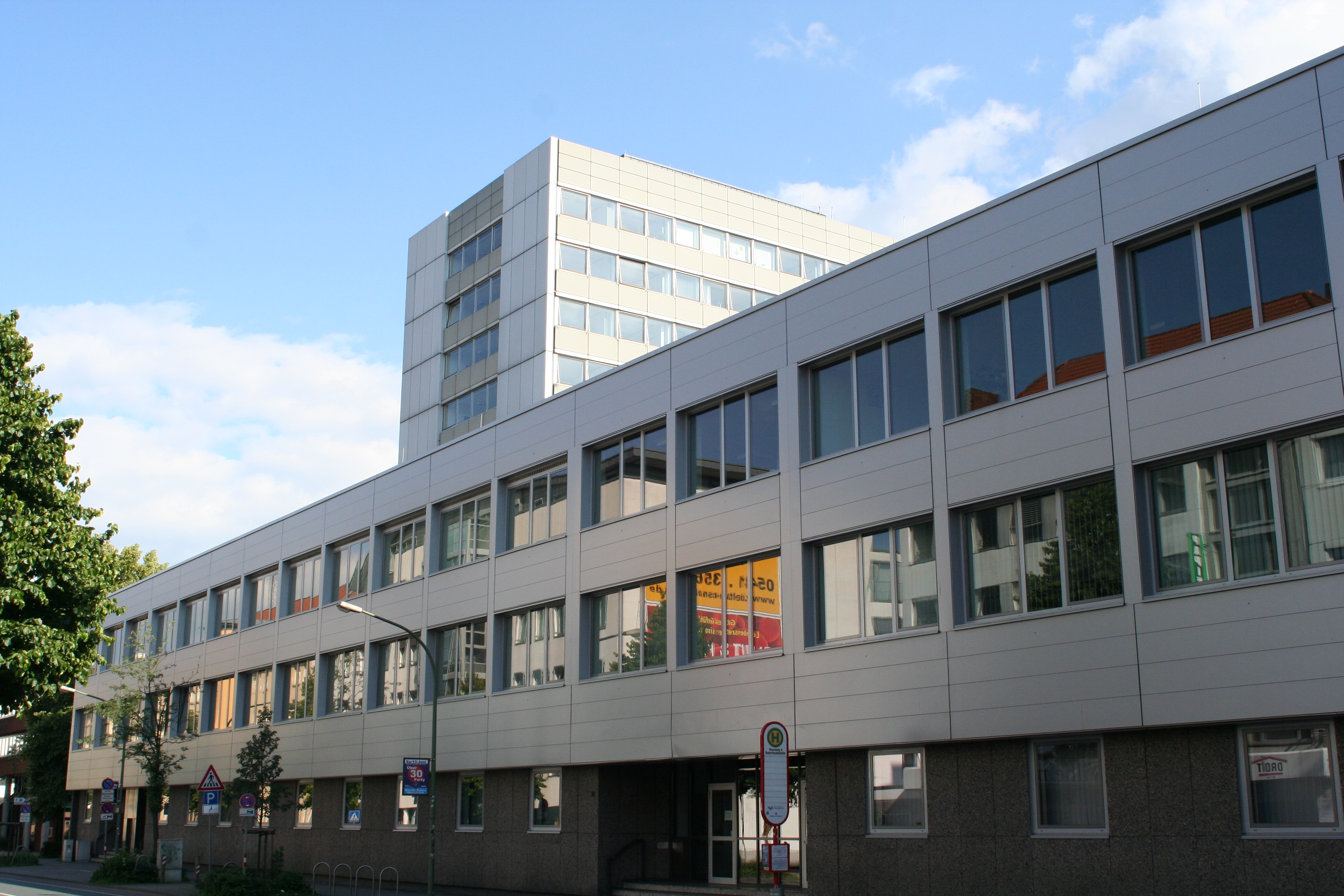
Das Gebäude des Amtsgerichts

Das Amtsgericht Osnabrück  ist ein Gericht der ordentlichen Gerichtsbarkeit im Bezirk des Landgerichts Osnabrück. Es ist neben den Amtsgerichten Hannover und Braunschweig eines von drei Präsidialamtsgerichten in Niedersachsen und hat seinen Sitz am Kollegienwall 29/31 in Osnabrück. 
Das Amtsgericht Osnabrück ist als Präsidialamtsgericht direkt dem Oberlandesgericht Oldenburg unterstellt. Rechtsmittelgerichte sind – abhängig vom Rechtsgebiet – die Landgerichte Osnabrück und Aurich sowie das Oberlandesgericht Oldenburg.

## Organisation
Axel Eichmeyer ist seit Dezember 2023 Präsident des Amtsgerichts. Zuvor war Christiane Hölscher in der Zeit von April 2019 bis Mai 2023 Präsidentin. Von Mai bis Anfang Dezember 2023 war die Präsidentenstelle vakant.

## Geschäftsstatistik
| Strafsachen                            | 2005 | 2006 | 2007 | 2008 | 2009 | 2010 | 2011 | 2012 | 2013 |
| -------------------------------------- | ---- | ---- | ---- | ---- | ---- | ---- | ---- | ---- | ---- |
| Anträge auf Erlass von Strafbefehlen   | 2766 | 2572 | 2335 | 2367 | 2389 | 2370 | 2578 | 2449 | 2311 |
| Anklagen vor dem Strafrichter          | 2582 | 2327 | 2418 | 2357 | 2239 | 2094 | 1869 | 1875 | 1794 |
| Anklagen vor dem Jugendrichter         | 887  | 962  | 931  | 824  | 903  | 836  | 717  | 720  | 732  |
| Anklagen vor dem Schöffengericht       | 221  | 171  | 195  | 172  | 147  | 155  | 168  | 135  | 132  |
| Anklagen vor dem Jugendschöffengericht | 226  | 219  | 227  | 184  | 168  | 167  | 231  | 195  | 164  |
| Haftsachen                             | 443  | 326  | 280  | 284  | 258  | 310  | 441  | 346  | 252  |

| Zivilsachen | 2005 | 2006 | 2007 | 2008 | 2009 | 2010 | 2011 | 2012 | 2013 |
| ----------- | ---- | ---- | ---- | ---- | ---- | ---- | ---- | ---- | ---- |
| Neueingänge | 5442 | 5303 | 5032 | 5048 | 5046 | 4620 | 4676 | 4412 | 4397 |

| Familiensachen | 2005 | 2006 | 2007 | 2008 | 2009 | 2010 | 2011 | 2012 | 2013 |
| -------------- | ---- | ---- | ---- | ---- | ---- | ---- | ---- | ---- | ---- |
| Neueingänge    | 2038 | 2107 | 2061 | 2143 | 2367 | 2013 | 2629 | 2270 | 2116 |

| Betreuungssachen | 2005 | 2006 | 2007 | 2008 | 2009 | 2010 | 2011 | 2012 | 2013 |
| ---------------- | ---- | ---- | ---- | ---- | ---- | ---- | ---- | ---- | ---- |
| Neueingänge      | 1558 | 1501 | 1474 | 1643 | 1581 | 1392 | 1330 | 1274 | 1425 |
| Bestand          |      |      | 4005 | 4260 | 4324 | 4290 | 4192 | 4005 | 4338 |

| Insolvenzsachen                                                    | 2005 | 2006 | 2007 | 2008 | 2009 | 2010 | 2011 | 2012 | 2013 |
| ------------------------------------------------------------------ | ---- | ---- | ---- | ---- | ---- | ---- | ---- | ---- | ---- |
| Anträge auf Eröffnung von Unternehmensinsolvenzverfahren           | 541  | 463  | 437  | 524  | 424  | 452  | 479  | 403  | 381  |
| Anträge auf Eröffnung von Verbraucher- und Kleininsolvenzverfahren | 598  | 679  | 674  | 721  | 646  | 717  | 797  | 606  | 570  |

## Geschichte
Nach der Revolution von 1848 wurde im Königreich Hannover die Rechtsprechung von der Verwaltung getrennt und die Patrimonialgerichtsbarkeit abgeschafft.
Das Amtsgericht wurde daraufhin mit der Verordnung vom 7. August 1852 die Bildung der Amtsgerichte und unteren Verwaltungsbehörden betreffend als königlich hannoversches Amtsgericht gegründet. 
Es umfasste das Amt Osnabrück und Amt Schledehausen zu Osnabrück.
Das Amtsgericht war dem Obergericht Osnabrück untergeordnet. Für die Stadt Osnabrück selbst bestand ein gesondertes Amtsgericht Stadt Osnabrück, das 1859 mit dem Amtsgericht Osnabrück zusammengelegt wurde.
Mit der Annexion Hannovers durch Preußen wurde es zu einem preußischen Amtsgericht in der Provinz Hannover.